# Jay North
Jay Waverly North (* 3. August 1951 in Los Angeles, Kalifornien; † 6. April 2025 in Lake Butler, Florida) war ein US-amerikanischer Schauspieler, der vor allem durch seine Hauptrolle als Kind in der Serie Dennis, Geschichten eines Lausbuben (1959–1963) bekannt wurde.

## Leben und Karriere
North war der Sohn einer alleinerziehenden Mutter, die sich von seinem alkoholkranken Vater getrennt hatte, als er vier Jahre alt war. Seine Mutter meldete ihn Ende der 1950er-Jahre zu ersten Castings für Film- und Fernsehrollen an. Berühmtheit erlangte der Kinderdarsteller durch seine Verkörperung der Titelrolle in der Fernsehserie Dennis, Geschichten eines Lausbuben zwischen 1959 und 1963. Beim Casting für die Rolle setzte er sich gegen über fünfhundert Bewerber durch. Die Serie mit dem ständig Streiche spielenden Dennis, die auf einer Comicserie von Hank Ketcham basiert, erfreut sich insbesondere in den USA bis heute großer Bekanntheit. Hinter den Kulissen gab es allerdings Probleme; da Norths Mutter arbeiten musste, wurde er häufig von seinem Onkel und seiner Tante betreut, die ihn misshandelt haben sollen. Als Teenager hatte er Mitte der 1960er-Jahre weitere Hauptrollen in den von Metro-Goldwyn-Mayer produzierten Spielfilmen Ein Zebra in der Küche und Gefahr im Tal der Tiger (Originaltitel Maya). Der Film Maya wurde in eine gleichnamige Fernsehserie mit North adaptiert, die von 1967 bis 1968 lief. Ende der 1960er- und Anfang der 1970er-Jahre sprach er Figuren in mehreren Zeichentrickserien.
Im Erwachsenenalter versuchte North bis in die späten 1980er-Jahre, sich als Schauspieler in Erwachsenenrollen zu etablieren, was ihm aber kaum gelang. Seine letzte Hauptrolle hatte er 1974 im B-Film Tödlicher Wahn als 18-jähriger Schüler, der eine Affäre mit seiner Lehrerin eingeht. Auch spielte er unter anderem in dem Theaterstück Schmetterlinge sind frei. Doch im Filmgeschäft konnte er nicht mehr dauerhaft Fuß fassen, was möglicherweise auch an der andauernden Festlegung seiner Person auf die Dennis-Rolle lag. Immerhin war er durch das Investment seiner Dennis-Gage in Immobilien durch seine Mutter einigermaßen finanziell abgesichert. Als 1987 Falschmeldungen über seinen Tod kursierten, sagte er in einem Interview: „Ich könnte genausogut tot sein. Diese Stadt, Hollywood, gibt mir keinen Job.“ Zudem beklagte er sich in demselben Interview, durch seine ständige Arbeit an Filmsets kaum eine vernünftige Schulbildung erhalten zu haben. Im Jahr 1990 suchte Paul Petersen, ebenfalls ein früherer Kinderdarsteller, den zu diesem Zeitpunkt depressiven und über den Verlauf seines Lebens verbitterten North auf. Er überzeugte North, sich psychologische Hilfe zu suchen, und fortan engagierte sich North in Petersens Organisation A Minor Consideration, die sich den Problemen von Ex-Kinderstars widmet.
1993, als er durch die Neuverfilmung Dennis erneut mediale Aufmerksamkeit erhielt, zog North einen Schlussstrich unter Hollywood und verlegte seinen Wohnsitz nach Florida. Dort war er seit 1993 in dritter Ehe mit Cindy Hackney verheiratet und Stiefvater von ihren drei Töchtern. In späteren Jahren arbeitete er als Justizvollzugsbeamter. In der Zeit, in der er in Florida lebte, absolvierte er noch gelegentlich öffentliche Auftritte. Zudem spielte er sich selbst in einer Episode der Simpsons von 1999 und in dem Spielfilm Dickie Roberts: Kinderstar aus dem Jahr 2003. North starb im April 2025 im Alter von 73 Jahren an einer Krebserkrankung.

## Filmografie (Auswahl)
- 1958: Josh (Wanted: Dead or Alive, Fernsehserie, Folge 1x16)
- 1959: 77 Sunset Strip (Fernsehserie, Folge 1x19)
- 1959: Sugarfoot (Fernsehserie, Folge 2x13)
- 1959: The Miracle of the Hills
- 1959: Der große Schwindler (The Big Operator)
- 1959: Kein Fall für FBI (The Detectives, Fernsehserie, Folge 1x03)
- 1959–1963: Dennis, Geschichten eines Lausbuben (Dennis the Menace, Fernsehserie, 146 Folgen)
- 1960: Mutter ist die Allerbeste (The Donna Reed Show, Fernsehserie, Folge 3x03)
- 1960: Pepe – Was kann die Welt schon kosten (Pepe)
- 1965: Ein Zebra in der Küche (Zebra in the Kitchen)
- 1965: Solo für O.N.C.E.L. (The Man from U.N.C.L.E., Fernsehserie, Folge 2x09)
- 1966: Gefahr im Tal der Tiger (Maya)
- 1966: Meine drei Söhne (My Three Sons, Fernsehserie, 2 Folgen)
- 1967–1968: Maya (Fernsehserie, 18 Folgen)
- 1968–1969: Arabian Knights (Fernsehserie, 18 Folgen, Sprechrolle)
- 1969–1970: Grumps wilde Jagd (Here Comes the Grump, Fernsehserie, 34 Folgen, Sprechrolle)
- 1971–1972: The Pebbles and Bamm-Bamm Show (Fernsehserie, 16 Folgen, Sprechrolle)
- 1972: Ich höre dich, Lassie (Lassie: Joyous Sound, Fernsehfilm)
- 1973: Lassie (Fernsehserie, Folge 19x22)
- 1974: Tödlicher Wahn (The Teacher)
- 1982: General Hospital (Fernseh-Seifenoper, einige Folgen)
- 1985: Commando Wild Wind (Wild Wind)
- 1987: Not Necessarily the News (Fernsehserie, Folge 5x04)
- 1999: Die Simpsons (The Simpsons, Fernsehserie, Folge 11x08 Der Kampf um Marge, Sprechrolle)
- 2003: Dickie Roberts: Kinderstar (Dickie Roberts: Former Child Star)